# Estandarte Real de Bélgica

Estandarte del rey Felipe de Bélgica.

El Estandarte Real de Bélgica es la enseña personal del monarca de aquel país. Es considerado un distintivo personal, y no una insignia asociada con su título, ya que sufre algunas modificaciones cuando un nuevo titular de la corona de los belgas inicia su reinado.
Este estandarte consiste en un paño de color morado y forma cuadrada en el que aparecen bordadas las armas belgas en su parte central y por ambas caras. El blasón únicamente se muestra adornado con la corona real y un cartucho heráldico dorado, elemento que no se reproduce en las versiones oficiales del escudo. Se personaliza con el monograma real de cada monarca, coronado, repetido cerca de cada esquina, en diagonal y también reproducido por ambas caras. Los estandartes reales belgas han seguido este esquema desde el reinado de Alberto I. Sus predecesores utilizaron como enseña los colores nacionales con las armas reales en su centro, generalmente con la corona real, los soportes y una cinta con el lema del país "La unión hace la fuerza" ("L'union fait la force" en francés).
Michel R. Lupant en su libro Banderas y escudos de armas del Reino de Bélgica, editado por el Centro de Estudios Belga-Europeo de las Banderas, afirmó que el color del estandarte real debería ser rojo, con una tonalidad semejante a la de las amapolas (rouge ponceau) aunque ha terminado adoptando el morado porque es el color de las bandas, cintas y pasadores de la Orden de Leopoldo, la más importante de la monarquía belga.
El monograma del rey Felipe, monarca de los belgas desde el 21 de junio de 2013, se compone de las letras "F" y "P" que son las iniciales de su nombre en las tres lenguas oficiales del país (neerlandés, francés y alemán).
|                                                        |                                   |                                                                  |                                   |                                                      |
| Antigua bandera del rey de los belgas (Diseño de 1858) | Alberto I (1909–1934)             | Leopoldo III (1934–1951)                                         | Balduino (1951–1993)              | Alberto II (1993–2013)                               |
| Antigua bandera del rey de los belgas (Diseño de 1858) | Monograma: La letra "A" coronada. | Monograma: La letra "L" (repetida) y el ordinal "III" coronados. | Monograma: La letra "B" coronada. | Monograma: La letra "A" y el ordinal "II" coronados. |